# ダイヤル110番
『ダイヤル110番』（だいやるひゃくとおばん）は、1957年9月3日から1964年9月6日まで、日本テレビ・よみうりテレビが制作し、日本テレビ系列にて放映された刑事ドラマ。実際の事件に基づいてストーリーを構成した作品で、「日本初の刑事ドラマ」とされている。

## 概要
アメリカで1957年に放映された実録刑事ドラマ『ドラグネット』にヒントを得て、制作された。
ストーリーについては、警視庁による協力のもと、警視庁、警察庁、日本全国の警察署から寄せられた現実の事件などの資料に基づき、構成された。本物のパトカーが使用されたことも評判になったほか、1958年6月14日には警察庁長官からスポンサーの新三菱重工業へ感謝状が贈られ、1961年9月5日には警察庁長官賞を受賞した。
オープニングは、警視庁の通信指令室が映った後に、110番通報に係員が受話器を取って「はい、こちら110番!」と応じる場面と、「このドラマは、事実に基づいて制作されています」のナレーションから始まる。
事件については、血生臭いものだけでなく明るいものや感動的なものなども採用され、お色気は抜きとされた。また、一話完結だけでなく連続ものとしてシリーズ化された作品もあり、「九州シリーズ」「関西シリーズ」「科学捜査シリーズ」「非行少年シリーズ」「もしもあなたがシリーズ」など、銘打たれたものもあった。
主役については設けられず、同じ役者でも役名は回によって違っていたことが主だった。また、視聴率については、当時のベストテンの上位に付けていたことが多かった。
提供は、新三菱重工業→理研科学→小野薬品と、一社ずつで変遷し、45分時代は田辺製薬・ニッカウヰスキーの2社提供となったが、最後はヤクルト一社提供となった。
緊急通報用電話番号の「110番」を「ひゃくとおばん」と読むのは、本ドラマに由来するという。緊急通報用電話番号が設定されたのは1948年で、当初は番号は地域ごとに不統一であった（東京では1948年より110番であった）が、1954年に全国の緊急通報用電話番号が110番に統一された。
1958年1月12日放映の第19話『弾痕』で、当時23歳の石原裕次郎がゲスト出演している(初のテレビドラマ出演でもあった)。
なお、本作は奥村公延（当時は「奥村進」名義）の俳優デビュー作でもある。

## 放映データ
- 放映期間：1957年9月3日 - 1964年9月6日
- 放映話数：364回
- 放映形式：モノクロ16mmフィルム、モノクロVTR

### 放映曜日・放映時間帯
- 毎週火曜22:15 - 22:45（1957年9月3日 - 9月24日）
- 毎週日曜17:15 - 17:45（1957年10月6日・10月13日）
- 毎週日曜20:30 - 21:00（1957年10月20日 - 1958年5月4日）
- 毎週土曜22:30 - 23:00（1958年5月10日 - 8月2日）
- 毎週土曜22:00 - 22:30（1958年8月9日 - 8月23日）
- 毎週火曜20:30 - 21:00（1958年9月2日 - 1959年9月29日）
- 毎週火曜22:00 - 22:30（1959年10月6日 - 1961年9月26日）
- 毎週火曜21:30 - 22:00（1961年10月3日 - 1962年4月17日）
- 毎週火曜22:00 - 22:30（1962年4月24日 - 9月25日）
- 毎週日曜21:45 - 22:30（1962年10月7日 - 1963年10月6日）
- 毎週日曜21:30 - 22:00（1963年10月13日 - 1964年9月6日）

## スタッフ
- 脚本：村山俊郎、井手雅人、向田邦子、池田博、布勢博一、松本昭典、大津皓一、赤坂長義、原島正夫、服部弘、下飯坂菊馬、宮川一郎、今戸公徳、山野利一、春日桂太郎、山田正弘、津瀬宏、西島大、服部弘、伏原高司、蓬萊泰三、増田耕、藤本義一、瀬川昌治、清水邦夫、土井行夫、内田栄一、小松左京、大川久男、長野洋
- 演出：石橋冠、北川信、高井牧人、中村公一、佐藤孝吉、江守哲郎、大西信義、松村準平、波多腰晋二、小林進、保坂武孝
- 音楽：池田政治
- 制作：日本テレビ、よみうりテレビ

## 出演者
- 玉川伊佐男
- 松村達雄
- 山田巳之助
- 川辺久造
- 野々村潔
- 笠間雪雄
- 増田順二
- 佐々木孝丸
- 森健二
- 高島敏郎
- 館敬介
- 舟橋元
- 神山繁
- 細川俊夫
- 河村弘二
- 加藤武
- 中谷一郎
- 松本克平
- 高友子
- 杉田敏也
- 武藤英司
- 飯田覚三
- 井川比佐志
- 稲葉義男
- 鈴木瑞穂
- 幸田宗丸
- 多々良純
- 清水元
- 大森義夫
- 春日俊二
- 嶋俊介
- 臼井正明
- 河野秋武
- 露口茂
- 入川保則
- 宮川洋一
- 阿部寿美子
- 保科三良
- 原田甲子郎
他

## サブタイトル
※日付の後ろの名前は主な出演者。

## 放送局
- 日本テレビ（共同制作局）
- 大阪テレビ（現在：朝日放送（ABC TV）） →よみうりテレビ（共同制作局）
- 北海道放送（HBC）→札幌テレビ
- 北日本放送[9]
- 中部日本放送（CBC）→東海テレビ→名古屋テレビ（メ〜テレ）

## 現存映像
このシリーズの映像はほとんど残っていないが、第148話「上野発22時15分」（1960年7月12日放送）が放送ライブラリーとして残っている、 第233話「すれっからし」（1962年2月27日放送）も現存するようで、1983年2月20日頃にNHK教育テレビの特別番組「テレビジョン その時代」で放送された、 さらに、いくつかのエピソードの台本も残っている。